# Брусівка (Краматорський район)
Бру́сівка — село в Україні, у Лиманській міській територіальній громаді Донецької області. Населення становить 163 особи. Відстань до центру громади автошляхом Т 0514 становить близько 14 км.

## Розташування
Село розташоване на березі Сіверського Дінця. За 29 км від міста Краматорськ. Біля села проходить Автошлях Т 0514.

## Населення
За даними перепису 2001 року населення села становило 163 особи, із них 76,07 % зазначили рідною мову українську та 23,31 % — російську мови.

## Історія
На початку липня 2014 року село було звільнене силами АТО від проросійських мародерів. 14 травня 2015-го загинув під час переправи через річку Сіверський Донець біля села Брусівка солдат 4-го батальйону «Закарпаття» Юрій Борбуцький.

## Клімат
| Клімат Брусівки         | Клімат Брусівки | Клімат Брусівки | Клімат Брусівки | Клімат Брусівки | Клімат Брусівки | Клімат Брусівки | Клімат Брусівки | Клімат Брусівки | Клімат Брусівки | Клімат Брусівки | Клімат Брусівки | Клімат Брусівки | Клімат Брусівки |
| Показник                | Січ.            | Лют.            | Бер.            | Квіт.           | Трав.           | Черв.           | Лип.            | Серп.           | Вер.            | Жовт.           | Лист.           | Груд.           | Рік             |
| Середній максимум, °C   | −2,9            | −2,1            | 3,0             | 14,2            | 21,5            | 25,3            | 26,8            | 26,2            | 20,4            | 12,4            | 4,6             | 0,0             | 12,5            |
| Середня температура, °C | −6              | −5,3            | −0,3            | 9,5             | 16,3            | 20,1            | 21,7            | 20,9            | 15,5            | 8,4             | 1,8             | −2,6            | 8,3             |
| Середній мінімум, °C    | −9              | −8,5            | −3,6            | 4,8             | 11,1            | 14,9            | 16,6            | 15,7            | 10,6            | 4,5             | −0,9            | −5,1            | 4,2             |
| Норма опадів, мм        | 44              | 34              | 27              | 38              | 42              | 57              | 52              | 40              | 38              | 31              | 43              | 45              | 40.9            |
| ----------------------- | --------------- | --------------- | --------------- | --------------- | --------------- | --------------- | --------------- | --------------- | --------------- | --------------- | --------------- | --------------- | --------------- |
| Джерело:                |                 |                 |                 |                 |                 |                 |                 |                 |                 |                 |                 |                 |                 |